# Sylvia Rzepka
Sylvia Rzepka (* 1976 in Starnberg, Bayern) ist eine deutsche Westernreiterin.
Sie ist eine erfolgreiche europäischen Reining- und Cutting-Reiterin, sowie die erste Frau, welche die deutsche Reining Futurity gewonnen hat.

## Werdegang
Mit neun Jahren begann Rzepka zu reiten, mit zwölf Jahren nahm sie an den ersten Turnieren teil. Mit 16 ging sie für ein Jahr in die USA.
Sylvia Rzepka ist fünfmalige Europameisterin im Cutting und gewann den Americana Open Titel mit hohen Wertnoten.
1998 gab Sylvia ihren Pferdebetrieb auf und ging nach Ungarn um ihr Können bei Vern Sapergia zu vertiefen. 2001 gründete sie mit ihrem Mann einen Reitbetrieb im Süden Wiens.
Bei den Weltmeisterschaften 2006 in Aachen erreichte sie auf Golden Mc Jack im Einzel Rang 8 und mit dem Team Platz 4. Bei den Weltmeisterschaften 2010 in Lexington (Kentucky) belegte sie mit Doctor Zip Nic im Einzel erneut Rang 8 und mit dem Team Platz 6.

## Pferde (Auszug)
- Doctor Zip Nic (* 2000), brauner American-Quarter-Horse-Hengst, Vater: Reminic, Muttervater: Mr Gay Sugar Bar
- Smart Spookster (* 2002), Fuchswallach, Vater: Smart Little Lena, der von der AQHA Hall of Fame-Stute Poco Lena abstammt,  Muttervater: Grays Starlight, Smart Spookster wurde bis 2011 von Nico Hörmann vorgestellt, ab 2014 ritt ihn der Finne Pete Perikö.

- Golden Mc Jack